# Велосипедные маятниковые поездки

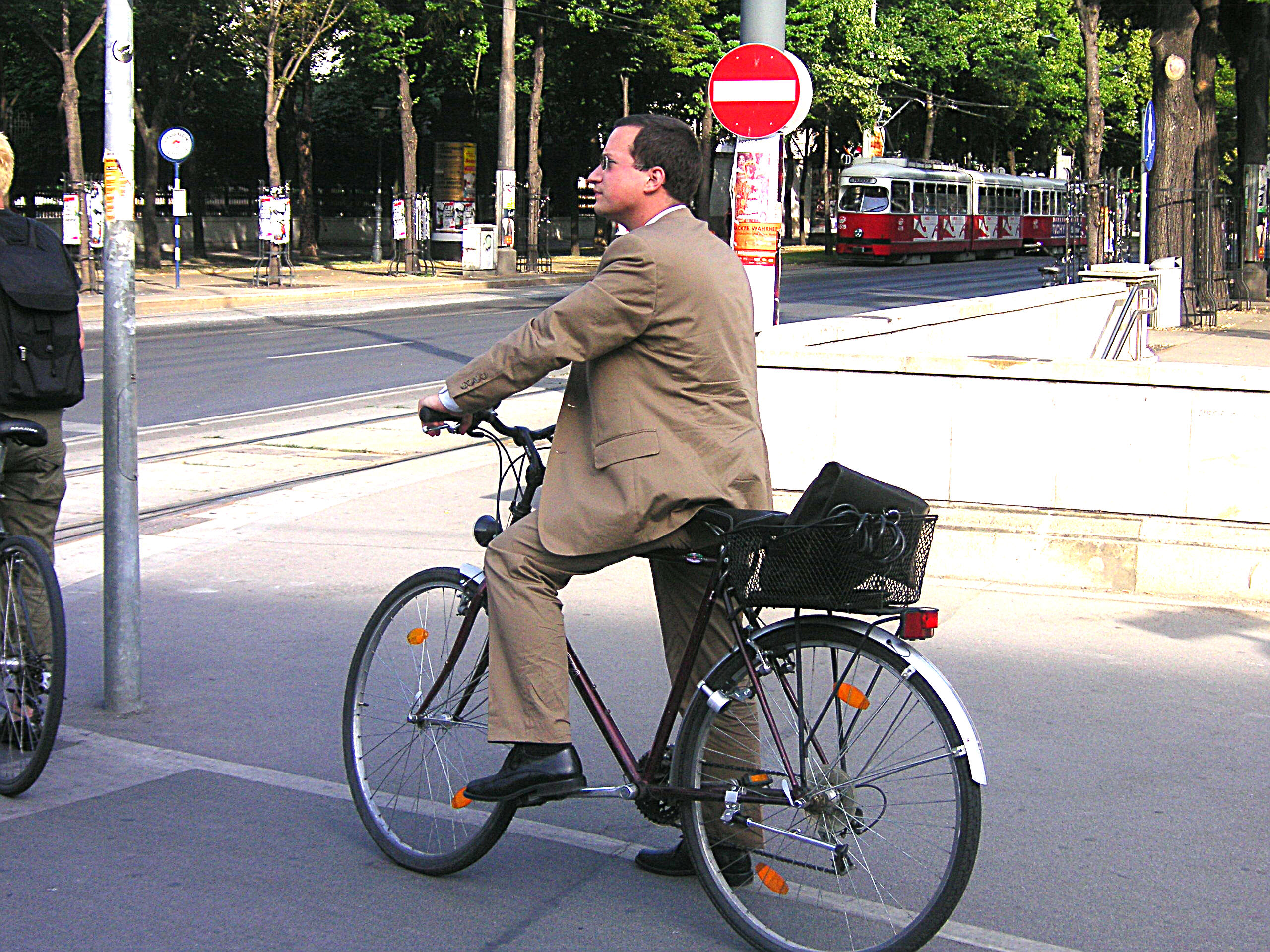
Рингштрасе, Вена, Австрия, 2005

Велосипедные маятниковые поездки (комьюттинг) использование велосипеда для поездок из дома к месту работы или учёбы — в отличие от поездок на велосипеде для спорта, отдыха и туризма.
Маятниковая миграция с использованием велосипеда особенно удобна в районах с относительно ровным рельефом и инфраструктурой для обеспечения относительной безопасности велосипедистов от дорожно- транспортных происшествий с моторизованным движением, например, отдельные велосипедные полосы и/или дорожки и всеобщее признание велосипедистов участниками движения. В некоторых странах Европы возросло количество продаваемых электровелосипедов, по сравнению с обычными. Это привело к заметному увеличению дистанции поездки и к тому, что люди с большей охотой пользуются велосипедами в холмистой местности.
Велосипеды используются для маятниковых поездок по всему миру. В некоторых местах, например в Нидерландах, поездки на работу на велосипеде являются нормой. очень часто ездят на работу на велосипеде. В других странах нормой являются поездки на машине или общественном транспорте, а поездки на велосипедах происходят только в некоторых районах. В интермодальных поездках на работу велосипед сочетается с общественным транспортом, например, электричками, или автобусами.
Велосипед это недорогое средство передвижения, а также хороший способ получить полезную физическую нагрузку. Велосипедные маятниковые поездки могут улучшить здоровье, экономическое положение и качество жизни. По сравнению с поездками на автомобиле минусы поездок на велосипеде включают в себя: меньшую дистанцию поездки, риски личной безопасности, увеличение времени в пути, риски технической безопасности, влияние на личную гигиену, воздействие непогоды и ограничение грузоподъёмности.
Для повышения уровня комфорта маятниковых поездок на велосипеде используются: кофры или корзины для багажа, фары на батареях или работающие от «динамо» для улучшения заметности на дороге, защита цепи для защиты одежды от повреждений и загрязнений, вертикальная посадка для улучшения обзора. В условиях, где зимняя погода создает вероятность появления снега или льда на маршруте, можно использовать шипованные велосипедные шины, это может повысить безопасность велосипедиста во время поездок за счет улучшения сцепления шин со скользким дорожным покрытием.

## Нидерланды

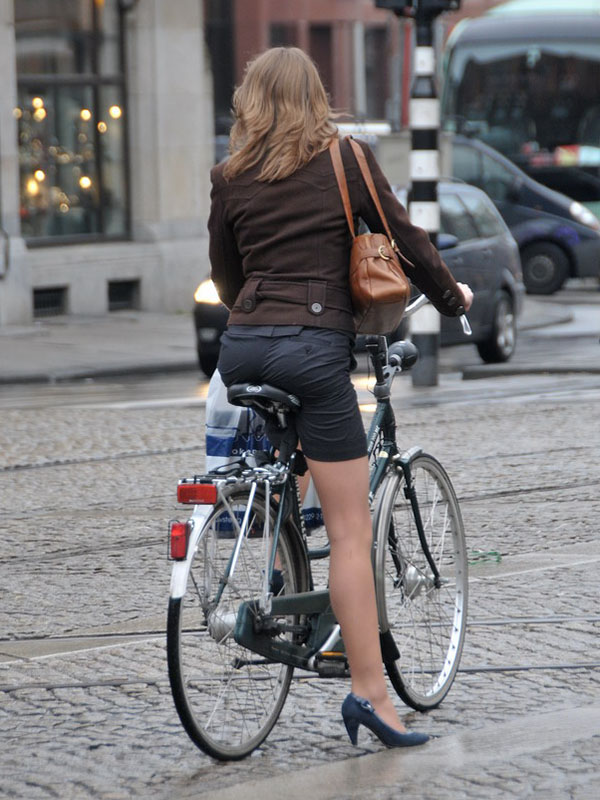
Комьюттинг в Амстердаме

Маятниковые поездки широко распространены в Нидерландах, равно как и использование велосипеда совместно с общественным транспортом. Почти все парламентские предвыборные программы нидерландских политических партий содержат параграфы, в которых они обещают улучшить условия для велосипедных комьюттеров. Партия Зелёные левые даже продвигает принцип под названием «Groen Reizen» (Зелёное путешествие), в котором ключевую роль играет выбор использования велосипедов и общественного транспорта.